# گالیله فراری
گالیله فِراری (به ایتالیایی: Galileo Ferraris) (۳۱ اکتبر ۱۸۴۷ – ۷ فوریه سال ۱۸۹۷) یک فیزیکدان ایتالیایی و مهندس برق بود، عمدتاً برای مطالعات و کشف مستقل از میدان الکترومغناطیسی، یک اصل اساسی کار موتور القایی از او یاد می‌شود.
فراری رساله گسترده و کاملی روی نتایج عملی که با استفاده از ترانس مدار باز مدل گولرد- گیبس به‌دست آمده بود را منتشر کرد.

## شرح حال

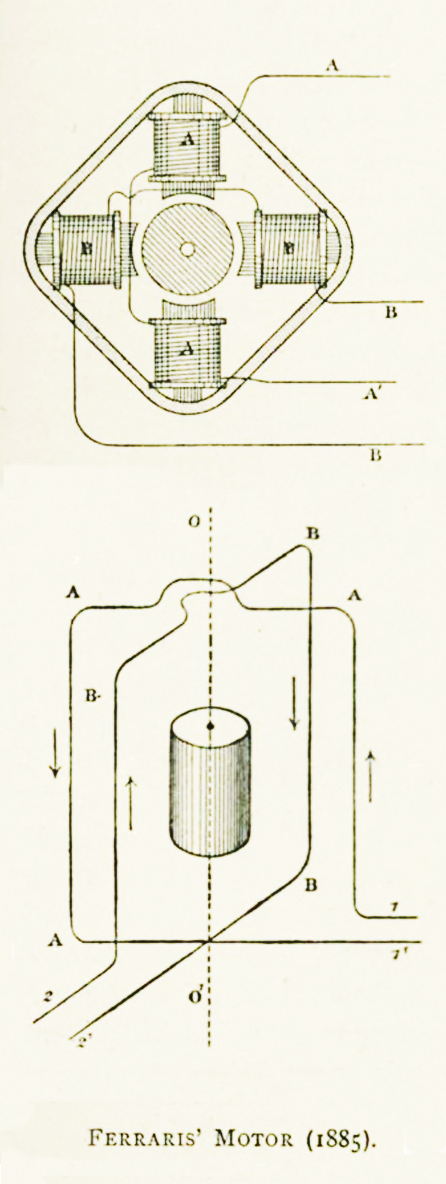
موتور جریان متناوب گالیله فراری

پسر یک داروساز به نام لوئیجی فراری، و آنتونیا مسیح، بود. در یک خانواده بزرگ با سه برادر و چند خواهر بزرگ شد. او مادر خود را زمانی که ۸ ساله بود از دست داد و شروع به یادگیری در خانه عمویش دکتر تورین کرد. سپس در کالج سن فرانسیسکو پائولا دی تورینو، که بعدها تبدیل به دبیرستان‌های کلاسیک وینچنتزو گوبرتی شد تحصیل کرد، او در رشته مهندسی عمران در سن ۲۲ سالگی فارغ‌التحصیل شد و در سال ۱۸۷۷ معاون فیزیک فنی در موزه صنعتی سلطنتی ایتالیا (بعدها دانشگاه پلی تکنیک تورین تبدیل شد) شد. فراری به‌طور مستقل دربارهٔ میدان مغناطیسی دوار تحقیق می‌کرد. او متوجه تولید میدان مغناطیسی در سیم‌پیچ حامل جریان الکتریکی متناوب با همان فرکانس و اختلاف فاز ۹۰ درجه شد. با این آزمایش راه برای ساخت موتور الکتریکی جریان متناوب باز می‌شد. کشف او در ۱۸ مارس ۱۸۸۸ در یادداشتی به آکادمی علوم سلطنتی تورین ارائه شد. سپس در مورد تقدم او بر نیکولا تسلا (که او هم این کشف را در آمریکا ثبت کرده بود)، در این کشف اختلاف افتاد که در دادگاهی رأی به تقدم او داده شد. اما تسلا پیش از او چند اختراع دیگر ثبت کرد و به شرکت وستینگهاوس واگذار کد تا اولین ماشین الکتریکی به نام تسلا ثبت شود.
در سال ۱۸۸۹، فراری در مؤسسه صنعتی ایتالیا، دانشکده مهندسی برق (اولین مدرسه از این نوع در ایتالیا بود، که بعد به دانشگاه صنعتی تورین تبدیل شد) کار کرده‌است. در سال ۱۸۹۶، فراری انجمن برق را تأسیس کرد و از طرف پادشاه اولین رئیس این سازمان شد و سه ماه بعد به علت ذات الریه در ۴۹ سالگی در گذشت.

## انتشارات
- اختلاف فاز جریان و اتلاف انرژی در ترانسفورماتور، توسط پروفسور گالیله فراری(Turin, 1887).

## مطالعات بیشتر
فرهنگ زندگینامه علمی